# 系统平台
系统平台（英語：computing platform）是指在電腦裡讓软件运行的系统环境，包括硬件环境和软件环境。典型的系統平台包括一台電腦的硬件体系结构（computer architecture）、作業系統、運行時庫等。

## 组成部分
系统平台可能包括：
- 硬件本身，如一些嵌入式系统，不需要操作系统，直接访问硬件
- 基于Web的软件使用的浏览器。浏览器本身也是在一个系统平台上运行的，但是浏览器里的应用并不关心。[2]
- 应用程序，应用程序中可以支持一些脚本语言，比如Excel中的巨集。[3]
- 提供一些功能的软件框架。
- 作为服务的云集算平台。[4] 社交网络 Twitter 和 facebook 等也可以看作一个开发平台。[5][6]
- 虚拟机(VM)如 Java 虚拟机。[7] 应用被编译成和机器码类似的字节码，可以被虚拟机执行。
- 完整系统的虚拟化版本。包括虚拟硬件、操作系统、软件和存储。
- 作为提升业务能力的平台。例如，营销中台 Marketing Center，以数据驱动业务能力提升的一种系统平台，致力于服务整个集团/企业运营链条和用户生命全周期，满足各种业务场景的需求。

## 操作系统举例
- AmigaOS, AmigaOS 4
- FreeBSD, NetBSD, OpenBSD
- Linux
- Microsoft Windows
- OpenVMS
- OS X (Mac OS)
- OS/2
- Solaris
- Tru64 UNIX

### 移动设备

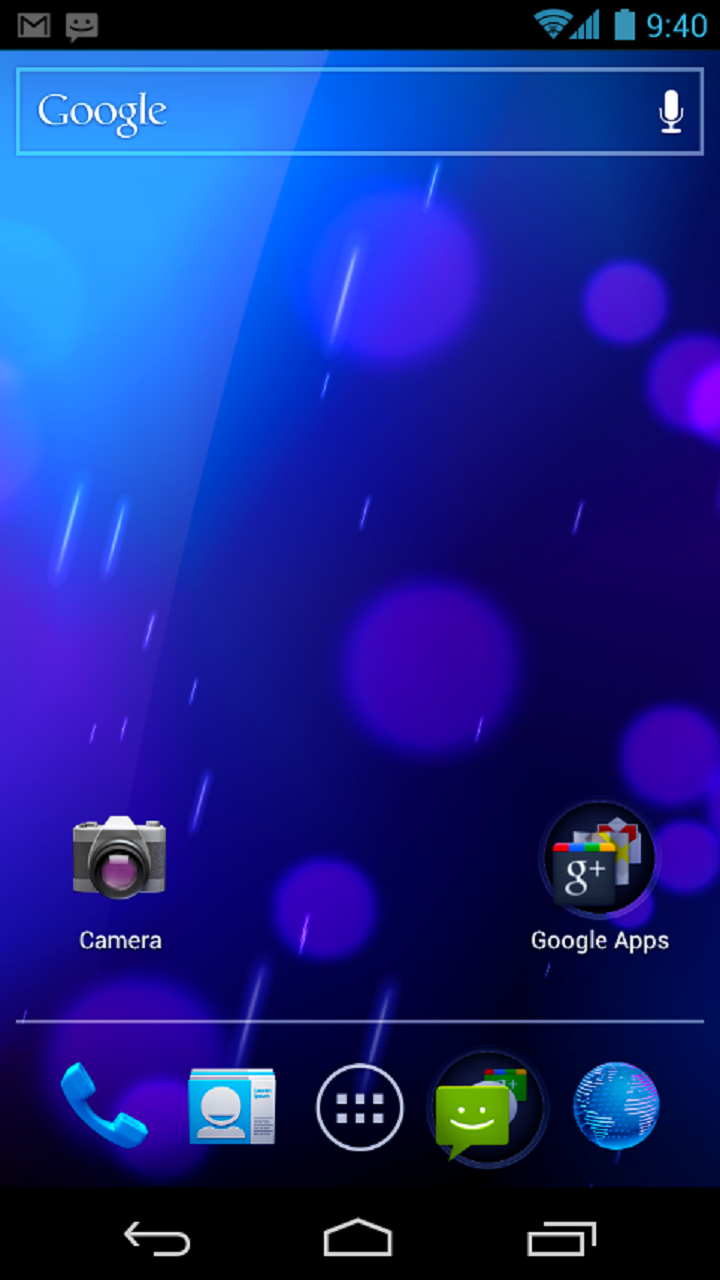
Android

- Android
- Bada
- BlackBerry OS
- Firefox OS
- iOS
- Palm OS
- Symbian
- Tizen
- WebOS
- Windows Mobile
- Windows Phone

## 软件框架
- Adobe AIR
- Adobe Flash
- Adobe Shockwave
- Binary Runtime Environment for Wireless (BREW)
- Cocoa
- Cocoa Touch
- Java平台
  - Java ME
  - Java SE
  - Java EE
  - JavaFX
  - JavaFX Mobile
- Microsoft XNA
- Mono
- Mozilla Prism, XUL and XULRunner
- .NET Framework
- Silverlight
- Open Web Platform
- Oracle Database
- Qt
- SAP NetWeaver
- Smartface
- Vexi
- Windows Runtime

## 硬件举例
大致顺序，从常见到不常见：
- 商业计算机平台
  - Wintel, 也就是 Intel x86 或者PC兼容机加上 Windows 操作系统
  - Macintosh, 苹果硬件和Mac OS操作系统
    - Newton devices running the Newton OS, also from Apple

  - ARM架构，移动设备使用
    - Gumstix或者Raspberry Pi，全功能迷你计算机，Linux操作系统

  - 装有类UNIX系统（如BSD）的x86计算机
  - 基于S-100 bus的CP/M计算机，可能是最早的微型计算机平台
- 电子游戏机
  - 3DO Interactive Multiplayer
  - Apple Pippin
- 运行类Unix系统的RISC指令集计算机
  - 运行Solaris或者illumos操作系统的SPARC平台
  - DEC Alpha 集群，运行 OpenVMS 或者 Tru64 UNIX
- 运行定制系统的中型机，如IBM OS/400
- 运行定制系统的大型机，如IBM z/OS
- 超级计算机